# 山田紗暉
山田 紗暉（やまだ さき、1992年8月20日 - ）は、日本の女性元プロボクサー、キックボクサー。福岡県飯塚市生まれ前原市（現・糸島市）出身。博多協栄ボクシングジム所属。スーパーバンタム級。妹である山田真子もプロボクサーで、「福岡の女版亀田兄弟」と称される。兄弟は他にバンドマンの兄がいる。フォアザグラウンドとマネジメント契約を結んでいる。

## 来歴
小学校より父の指導の下で格闘技に打ち込み、空手・テコンドー・キックボクシング・総合格闘技で多くのタイトルを獲得。
2007年5月20日、J-NETWORKに初参戦。神村江里加と引き分ける。
11月4日、中学女子最強決定トーナメントにて陣内まどかと対戦するが、判定負け。
2008年、ボクシングへの転向を決意。フジタボクシングジムに所属して県内の興行でエキシビションをこなし、一方で全国U-15ジュニアボクシング大会西部予選に参加し1回KO勝利。
17歳を迎える2009年8月20日にプロテストを受験し合格。史上最年少でのプロとなった。10月18日、福岡県立久留米体育館での竹内久子（広島拳闘会）戦がプロデビューとなる予定だったが、竹内が負傷したため、上村里子（山木）とのエキシビションになった。
2010年2月7日、福岡市九電記念体育館にて女子では黒木優子を抜いて当時史上最年少となる17歳5か月（2018年に四宮菊乃が17歳1か月で更新）でプロデビュー、平安山裕子に判定勝利。
2011年8月28日、大阪で東洋太平洋ランカーの三好喜美佳に判定勝利。
2012年1月16日付で博多協栄ジムに移籍。
妹・真子も3月11日にJBCプロテスト合格を果たし、日本初の姉妹プロボクサー誕生となった。
2012年9月30日、福岡市九電記念体育館にて初の姉妹揃い踏みが実現。自身初の6回戦としてカイ・ジョンソン（現お笑い芸人のカイちゃん）と対戦も引き分け。デビューからの連勝は5で止まった。
12月9日、地元の糸島市伊都文化会館にてジュプジャン・シットサイトーンと対戦し三者フルマークの判定勝利。
2013年9月30日、初の後楽園ホールで勝又ジムのフィリピン人選手、ハニー・カツマタと対戦するが、4勝すべてKOの相手に4回TKOでプロボクシング初黒星を喫した。
2014年、WBO世界王座を獲得した妹とともに引退。
現在は地元糸島で「ボクシング・キックボクシングジム KING BOX」のトレーナーを務める。

## 戦績
- プロボクシング:8戦 6勝 2KO 1分け 1敗

| 戦           | 日付           | 勝敗 | 時間    | 内容    | 対戦相手                       | 国籍       | 備考           |
| ------------ | -------------- | ---- | ------- | ------- | ------------------------------ | ---------- | -------------- |
| 1            | 2010年2月7日   | 勝利 | 4R      | 判定3-0 | 平安山裕子(平仲BS)             | 日本       | プロデビュー戦 |
| 2            | 2010年4月18日  | 勝利 | 4R 1:13 | TKO     | 原塚リオ(都城レオスポーツ)     | 日本       |                |
| 3            | 2011年7月3日   | 勝利 | 4R      | 判定3-0 | 平安山裕子(平仲BS)             | 日本       |                |
| 4            | 2011年8月28日  | 勝利 | 4R      | 判定2-1 | 三好喜美佳(川崎新田)           | 日本       |                |
| 5            | 2011年11月20日 | 勝利 | 4R 0:26 | TKO     | 原塚リオ(都城レオスポーツ)     | 日本       |                |
| 6            | 2012年9月30日  | 引分 | 6R      | 判定    | カイ・ジョンソン(竹原&畑山)    | 日本       |                |
| 7            | 2012年12月9日  | 勝利 | 6R      | 判定    | ジュプジャン・シットサイトーン | タイ       |                |
| 8            | 2013年9月30日  | 敗北 | 4R      | TKO     | ハニー・カツマタ(勝又)         | フィリピン |                |
| テンプレート |                |      |         |         |                                |            |                |